# Girl Friend Beta
Girl Friend Beta (ガールフレンド（仮） Gāru Furendo Kakko Kari, n.đ. 'Bạn gái (tạm thời)') là một trò chơi trên điện thoại di động của Nhật Bản phát hành năm 2012 được phát triển bởi CyberAgent dành cho các thiết bị iOS và Android. Tính đến tháng 6 năm 2014, trò chơi đã có hơn 5,3 triệu người dùng. Một bộ anime truyền hình được sản xuất bởi Silver Link lên sóng tại Nhật Bản từ tháng 10 đến tháng 12 năm 2014. Ngoài ra còn có năm bản manga chuyển thể dựa trên trò chơi và một trò chơi spin-off trên PlayStation Vita được phát hành vào tháng 11 năm 2015.

## Gameplay
Girl Friend Beta là trò chơi mô phỏng cho phép hẹn hò hơn 100 cô gái ảo khác nhau, mỗi nhân vật có giọng nói Khác nhau.Người chơi phát triển mối quan hệ của họ với bạn gái ảo bằng cách đưa cô  đi hẹn hò. Trò chơi được chơi miễn phí, tuy nhiên người chơi trả tiền để có được các dịch vụ cao cấp. Trò chơi có các sự kiện khác nhau xảy ra, bao gồm các sự kiện chiến đấu khi kẻ xấu xuất hiện.Người chơi có thể tham gia vào các hoạt động câu lạc bộ và các sự kiện lớp học để thu hút sự lãng mạn và tăng thân mật với học sinh nữ.Có một hệ thống dựa trên thẻ trong trò chơi, nơi người chơi thu thập các thẻ khác nhau; mỗi thẻ có các thuộc tính khác nhau.

## Nhân vật

### Nhân vật chính
Shiina Kokomi (椎名心実)
Lồng tiếng bởi: Satō Satomi
Một học sinh cấp 3 thuộc câu lạc bộ thể dục nhịp điệu. Cô có mái tóc nâu dài ngang vai và đôi mắt nâu. Cô được cho là át chủ bài của câu lạc bộ và cực kỳ nổi tiếng.
Sakurai Akane (櫻井明音)
Lồng tiếng bởi: Satō Rina
Một sinh viên đại học năm 2 trong ban phát thanh truyền hình của trường. Cô có mái tóc đỏ buộc đuôi ngựa và đôi mắt nâu.
Murakami Fumio (村上文緒)
Lồng tiếng bởi: Nazuka Kaori
Một sinh viên năm 3. Cô có mái tóc màu xanh bạc được tết một phần.
Chloe Lemaire (クロエ・ルメール Kuroe Rumēru)
Lồng tiếng bởi: Tange Sakura
Một sinh viên người Pháp trong Hiệp hội Nghiên cứu Văn hóa Nhật Bản. Cô có mái tóc dài màu vàng và đôi mắt xanh.
Mochizuki Erena (望月エレナ)
Lồng tiếng bởi: Harada Hitomi
Một sinh viên trong câu lạc bộ nhiếp ảnh. Cô ấy cũng có mái tóc dài màu vàng nhưng đeo nơ màu tím, và có đôi mắt màu xanh lá cây. Cô ấy là bạn thân của Murakami Fumio.

### Nhân vật phụ
- Nonoka Sasahara (笹原野々花 Sasahara Nonoka?, Lồng tiếng bởi: Haruka Tomatsu)[9]
- Yuzuko Hazuki (葉月柚子 Hazuki Yuzuko?, Lồng tiếng bởi: Kaori Ishihara)[9]
- Kanata Amatsu (天都かなた Amatsu Kanata?, Lồng tiếng bởi: Kikuko Inoue)[9]
- Isuzu Shiranui (不知火五十鈴 Shiranui Isuzu?, Lồng tiếng bởi: Aoi Yūki)[9]
- Koruri Tokitani (時谷 小瑠璃 Tokitani Koruri?, Lồng tiếng bởi: Yukari Tamura)[9]
- Mahiro Natsume (夏目 真尋 Natsume Mahiro?, Lồng tiếng bởi: Minori Chihara):[9]
- Saya Kagurazaka (神楽坂 砂夜 Kagurazaka Saya?, Lồng tiếng bởi: Minako Kotobuki)[9]
- Mutsumi Shigino (鴫野 睦 Shigino Mutsumi?, Lồng tiếng bởi: Minami Tsuda)[9]
- Nao Miyoshi (見吉 奈央 Miyoshi Nao?, Lồng tiếng bởi: Maaya Uchida)[9]
- Matsuri Kagami (加賀美 茉莉 Kagami Matsuri?, Lồng tiếng bởi: Rie Kugimiya)[9]
- Rino Suzukawa (鈴河 凛乃 Suzukawa Rino?, Lồng tiếng bởi: Emiri Katō)[9]
- Shinobu Kokonoe (九重 忍 Kokonoe Shinobu?, Lồng tiếng bởi: Houko Kuwashima)[9]
- Remi Tamai (玉井 麗巳 Tamai Remi?, Lồng tiếng bởi: Noriko Shitaya)[9]
- Tsugumi Harumiya (春宮 つぐみ Harumiya Tsugumi?, Lồng tiếng bởi: Ayahi Takagaki)[9]
- Haruko Yumesaki (夢前 春瑚 Yumesaki Haruko?, Lồng tiếng bởi: Ai Kayano)[9]
- Momoko Asahina (朝比奈 桃子 Asahina Momoko?, Lồng tiếng bởi: Yui Ogura)[9]
- Kinoko Himejima (姫島 木乃子 Himejima Kinoko?, Lồng tiếng bởi: Kaori Mizuhashi)[9]
- Haruka Kazemachi (風町 陽歌 Kazemachi Haruka?, Lồng tiếng bởi: Saori Hayami):[9]
- Kyoko Tachibana (橘響子 Tachibana Kyoko?, Lồng tiếng bởi: Ryoko Shintani)[9]
- Raimu Nejikawa (螺子川来夢 Nejikawa Raimu?, Lồng tiếng bởi: Aki Toyosaki)[9]
- Tomo Oshii (押井知 Oshii Tomo?, Lồng tiếng bởi: Saki Fujita)
- Akiho Shigetō (重藤秋穂 Shigeto Akiho?, Lồng tiếng bởi: Megumi Toyoguchi)
- Ichigo Kohinata (小日向いちご Kohinata Ichigo?, Lồng tiếng bởi: Ayana Taketatsu):
- Nae Yuki (優木苗 Yuki Nae?, Lồng tiếng bởi: Rina Hidaka)
- Akari Amari (甘利燈 Amari Akari?, Lồng tiếng bởi: Chinatsu Akasaki)
- Chizuru Onodera (小野寺千鶴 Onodera Chizuru?, Lồng tiếng bởi: Yuko Gibu)
- Marika Saeki (佐伯鞠香 Saeki Marika?, Lồng tiếng bởi: Kanae Ito)
- Yulia Valkova (ユーリヤ・ヴャルコワ Varukova Yuria?, Lồng tiếng bởi: Sumire Uesaka)
- Michiru Tomura (戸村美知留 Tomura Michiru?, Lồng tiếng bởi: Kana Asumi)
- Risa Shinomiya (篠宮りさ Shinomiya Risa?, Lồng tiếng bởi: Yoko Hikasa)
- Nagiko Kurokawa (黒川凪子 Kurokawa Nagiko?, Lồng tiếng bởi: Saori Goto)
- Kurumi Eto (江藤くるみ Eto Kurumi?, Lồng tiếng bởi: Aya Suzaki)
- Sumire Yomogida (蓬田菫 Yomogida Sumire?, Lồng tiếng bởi: Hiromi Igarashi)
- Rei Shinonome (東雲レイ Shinonome Rei?, Lồng tiếng bởi: Eri Kitamura)
- Satoru Kimijima (君嶋里琉 Kimijima Satoru?, Lồng tiếng bởi: Mutsumi Tamura)
- Miss Monochrome (ミス・モノクローム Misu Monokurōmu?, Lồng tiếng bởi: Yui Horie)
- Rui Kamijo (上条るい Kamijo Rui?, Lồng tiếng bởi: Yui Watanabe)
- Kise Yukawa (湯川基世 Yukawa Kise?, Lồng tiếng bởi: Hisako Kanemoto)
- Yuzuki Kiriyama (桐山優月 Kiriyama Yuzuki?, Lồng tiếng bởi: Mai Kadowaki)
- Hina Nigaki (新垣雛菜 Nigaki Hina?, Lồng tiếng bởi: Madoka Yonezawa)
- Kazuha Kumada (熊田一葉 Kumada Kazuha?, Lồng tiếng bởi: Ayane Sakura)
- Nozomi Miyauchi (宮内希 Miyauchi Nozomi?, Lồng tiếng bởi: Ryo Hirohashi):
- Otome Kayashima (栢嶋乙女 Kayashima Otome?, Lồng tiếng bởi: Yumi Uchiyama)
- Yukie Yatsuka (八束由紀恵 Yatsuka Yukie?, Lồng tiếng bởi: Asami Imai)